# Haró
Haró (románul: Hărău [hə'rəw], németül: Haren) falu Romániában, Erdélyben, Hunyad megyében.

## Fekvése
Dévától húsz km-re északkeletre, a Maros jobb partján található.

## Nevének eredete
Kiss Lajos szerint neve egy 'szakács' jelentésű ómagyar horó szóból ered. Először 1360-ban Harow, majd 1389-ben Haro, 1517-ben pedig Hara alakban írták. A helységnévből képzett melléknév harai. Román neve 1750-ben Hereu.

## Története
Hunyad vármegyei település volt kezdetben magyar, később vegyes, román–magyar lakossággal. 1764-ben, a katonai határőrvidék szervezésekor köznemesi családait határőrnek kényszerítették. Egyébként népes református egyházközsége 1674-ben anyaegyház, később főként Kéménd filiája, a 19. század elejétől ismét anyaegyházközség volt. A leggyakoribb református családnevek ekkor a Csikós (vagy Csíkos), Balog, Köpeczi, Csuka, Tállyai, Rácz  és István. 1784-ben a felkelők felégették. 1786-ban 572 lakosának 44%-a volt zsellér, 25%-a jobbágy, 22%-a pedig nemesi jogállású.

## Lakossága
- 1850-ben 673 lakosából 426 volt román, 224 magyar, 12 cigány és 11 zsidó nemzetiségű; 438 ortodox, 212 református és 12 római katolikus vallású.
- 1910-ben 873 lakosából 538 volt román és 327 magyar anyanyelvű; 539 ortodox, 280 református és 45 római katolikus vallású.
- 2002-ben 719 lakosából 578 volt román, 98 magyar és 42 cigány nemzetiségű; 540 ortodox, 72 református, 59 pünkösdista, 17 római katolikus és 13 baptista vallású.

## Híres emberek
- Itt született 1851. május 1-jén Váró Ferenc történész.
- Nyolcadikos gimnazistaként, 1899-ben a kolozsvári református kollégium a faluba küldte legációba Szabó Dezsőt. Miután a gyülekezet nem reagált a prédikációjára, döbbenten értesült arról, hogy nagy részük nem ért magyarul.[4]